# Paracymboides
Genre
Paracymboides est un genre d'araignées aranéomorphes de la famille des Linyphiidae.

## Distribution
Les espèces de ce genre sont endémiques d'Inde.

## Liste des espèces
Selon World Spider Catalog (version 16.5, 12/11/2015) :
- Paracymboides aduncus Tanasevitch, 2011
- Paracymboides tibialis Tanasevitch, 2011

## Publication originale
- Tanasevitch, 2011 : Linyphiid spiders (Araneae, Linyphiidae) from Pakistan and India. Revue suisse de Zoologie, vol. 118, no 3, p. 561-598 (texte intégral).